# Bom Sucesso de Itararé
Pour les articles homonymes, voir Bom Sucesso.
Bom Sucesso de Itararé est une municipalité brésilienne de l'État de São Paulo et la Microrégion d'Itapeva.

## Démographie
| Évolution de la population (municipalité) | Évolution de la population (municipalité) | Évolution de la population (municipalité) | Évolution de la population (municipalité) |
| Année                                     | Population                                |                                           | %±                                        |
| ----------------------------------------- | ----------------------------------------- | ----------------------------------------- | ----------------------------------------- |
| 2000                                      | 3 231                                     |                                           | —                                         |
| 2010                                      | 3 571                                     |                                           | 10,5%                                     |
| 2022                                      | 3 555                                     |                                           | −0,4%                                     |
| ,                                         |                                           |                                           |                                           |